# اوا برگمان
اوا برگمان (سوئدی: Eva Bergman؛ زادهٔ ۵ سپتامبر ۱۹۴۵) کارگردان فیلم اهل سوئد است. وی بین سال‌های ۱۹۷۴ تا ۱۹۹۷ میلادی فعالیت می‌کرد.